# Fyziologie člověka
Fyziologie člověka nebo též lékařská fyziologie je věda, zabývající se studiem fungování lidského organismu. Patří k základním oborům medicíny. Jako obor není přesně vymezená a hraničí s dalšími vědami jako jsou biochemie, molekulární biologie, biofyzika, genetika, imunologie, anatomie a patologická fyziologie. Jejím cílem je pochopení a vysvětlení fyzikálních, biochemických a biologických principů fungování procesů v lidském těle. Na úrovní základních procesů splývá s obecnou fyziologií.

## Rozdělení
Fyziologii člověka je možné rozdělit na podobory:
- neurofyziologie
- fyziologie opěrné a pohybové soustavy
- fyziologie krve a krevního oběhu
- fyziologie dýchací soustavy
- fyziologie trávicí soustavy
- fyziologie vylučovací soustavy
- fyziologie pohlavní soustavy
- fyziologie kůže
- fyziologie žláz s vnitřní sekrecí
- fyziologie imunitního systému
- fyziologie růstu a stárnutí

Dělení není úplné, protože různé zdroje používají různé systémy.